# Roman Hencel
Roman Hencel – polski Sprawiedliwy wśród Narodów Świata.

## Życiorys
W czasie okupacji niemieckiej razem z ojcem Ludwikiem Henclem udzielał pomocy zbiegłym z warszawskiego getta Żydom. Mimo sprzeciwu matki, Roman udzielał się w akcji ratunkowej podczas nieobecności ojca w warszawskim mieszkaniu, które służyło za tymczasową kryjówkę dla uciekinierów. Wśród uratowanych osób byli Michał Warth i jego małżonka, prawniczka Nasybirska i jej mąż, a także rodziny Papierbuchów i Tykocińskich.
Roman Hencel został odznaczony przez Jad Waszem medalem Sprawiedliwy wśród Narodów Świata razem z ojcem Ludwikiem Henclem 26 listopada 1963 r.